# Tournoi britannique de rugby à XV 1892
Navigation
Tournoi 1891 Tournoi 1893
Le  dixième tournoi britannique de rugby à XV en 1892 s'est déroulé du 2 janvier au 5 mars 1892 ; il est remporté par l'Angleterre qui gagne ses trois matches. On peut dire que le Quinze de la Rose obtient une Triple couronne avant la première mention de l'expression anglaise Triple Crown  datant d'un article paru en 1894 dans The Irish Times.

## Classement
| Rang | Nations        | J | V | N | D | PP | PC | Δ   | Pts |
| ---- | -------------- | - | - | - | - | -- | -- | --- | --- |
| 1    | Angleterre     | 3 | 3 | 0 | 0 | 29 | 0  | +29 | 6   |
| 2    | Écosse (T)     | 3 | 2 | 0 | 1 | 9  | 7  | +2  | 4   |
| 3    | Irlande        | 3 | 1 | 0 | 2 | 9  | 9  | 0   | 2   |
| 4    | Pays de Galles | 3 | 0 | 0 | 3 | 2  | 33 | -31 | 0   |

Légende
- J matches joués, V victoires, N matches nuls, D défaites
- PP points marqués, PC points encaissés, Δ différence de points PP - PC
- Pts points de classement (barème : victoire 2 points, match nul 1 point, défaite 0 point)
- T Tenante du titre 1891.

## Résultats
Tous les matches sont joués un samedi :
| 2 janvier 1892 0Rectory Field, Blackheath | Angleterre     | 17 - 0 | Pays de Galles |
| 6 février 1892 0Whalley Range, Manchester | Angleterre     | 07 - 0 | Irlande        |
| 6 février 1892 0Stradey Park, Swansea     | Pays de Galles | 02 - 7 | Écosse         |
| 20 février 1892 0Raeburn Place, Édimbourg | Écosse         | 02 - 0 | Irlande        |
| 5 mars 1892 0Lansdowne Road, Dublin       | Irlande        | 09 - 0 | Pays de Galles |
| 5 mars 1892 0Raeburn Place, Édimbourg     | Écosse         | 00 - 5 | Angleterre     |

## Les matches

### Angleterre - pays de Galles
| 2 janvier 1892 | Angleterre Capitaine : F Alderson                                                                    | 17 - 0 (7-0) | Pays de Galles Capitaine : A Gould | Rectory Field, Blackheath 10 000 spectateurs Arbitre : M McEwan |
| 2 janvier 1892 | Essai(s) : 4 Alderson, Evershed, G Hubbard, W Nicholl Transformation(s) : 3/4 Lockwood (2), Alderson |              |                                    | Rectory Field, Blackheath 10 000 spectateurs Arbitre : M McEwan |
| 2 janvier 1892 | |              |                                    | Rectory Field, Blackheath 10 000 spectateurs Arbitre : M McEwan |

### Angleterre - Irlande
| 6 février 1892 | Angleterre Capitaine : S Woods                                    | 7 - 0 | Irlande Capitaine : V Le Fanu | Whalley Range, Manchester Arbitre : J Smith |
| 6 février 1892 | Essai(s) : 2 Evershed, L Parcival Transformation(s) : 1/2 S Woods |       |                               | Whalley Range, Manchester Arbitre : J Smith |
| 6 février 1892 |                                                                   |       |                               | Whalley Range, Manchester Arbitre : J Smith |

### Pays de Galles - Écosse
| 6 février 1892 | Pays de Galles Capitaine : A Gould | 2 - 7 (2-7) | Écosse Capitaine : C Orr                                         | St Helen's, Swansea 12 000 spectateurs Arbitre : J Hodgson |
| 6 février 1892 | Essai(s) : Hannan                  |             | Essai(s) : 2 J Boswell, G Campbell Transformation(s) : J Boswell | St Helen's, Swansea 12 000 spectateurs Arbitre : J Hodgson |
| 6 février 1892 |                                    |             |                                                                  | St Helen's, Swansea 12 000 spectateurs Arbitre : J Hodgson |

### Écosse - Irlande
| 20 février 1892 | Écosse Capitaine : C Orr | 2 - 0 | Irlande Capitaine : V Le Fanu | Raeburn Place, Édimbourg Arbitre : J Smith |
| 20 février 1892 | Essai(s) : J Millar      |       |                               | Raeburn Place, Édimbourg Arbitre : J Smith |
| 20 février 1892 |                          |       |                               | Raeburn Place, Édimbourg Arbitre : J Smith |

### Irlande - pays de Galles
| 5 mars 1892 | Irlande Capitaine : V Le Fanu        | 9 - 0 (7-0) | Pays de Galles Capitaine : A Gould | Lansdowne Road, Dublin 5 000 spectateurs Arbitre : E Holmes |
| 5 mars 1892 | Essai(s) : 3 Transformation(s) : 1/4 |             |                                    | Lansdowne Road, Dublin 5 000 spectateurs Arbitre : E Holmes |
| 5 mars 1892 |                                      |             |                                    | Lansdowne Road, Dublin 5 000 spectateurs Arbitre : E Holmes |

### Écosse - Angleterre
| 5 mars 1892 | Écosse | 5 - 0                                          | Angleterre | Raeburn Place, Édimbourg Arbitre : R Warren |
| 5 mars 1892 |        | Essai(s) : Bromet Transformation(s) : Lockwood |            | Raeburn Place, Édimbourg Arbitre : R Warren |
| 5 mars 1892 |        |                                                |            | Raeburn Place, Édimbourg Arbitre : R Warren |